# Plante reviviscente

La plante reviviscente Selaginella lepidophylla revivant trois heures après avoir reçu de l'eau.

Une plante reviviscente est toute plante poïkilohydrique qui peut survivre à un apport d'eau minimal pendant des mois ou des années.
Exemples de plantes reviviscentes :
- Anastatica hierochuntica, également connue sous le nom de « Rose de Jéricho » ;
- Asteriscus[1] ;
- Boea hygrometrica[2] ;
- Haberlea rhodopensis ;
- Mesembryanthemum[1] ;
- Tillandsia ;
- Myrothamnus flabellifolius ;
- Ramonda serbica, espèce de la famille des Gesneriaceae ;
- Selaginella lepidophylla ;
- Lichens, organismes symbiotiques qui peuvent survivre à une dessiccation extrême.

Certaines plantes reviviscentes ont été vendues à l'état desséché, comme curiosités. Cette coutume est notable depuis le XIXe siècle.
En décembre 2015, les plantes reviviscentes ont été présentées dans une conférence TED donnée par la professeure Jill Farrant, Molecular and Cell Biology, Université du Cap, Afrique du Sud, qui effectue une modification génétique ciblée des plantes cultivées pour les faire tolérer la dessiccation en activant les gènes déjà présents mais non exprimés nativement en réponse à la sécheresse.